# Královecký kraj

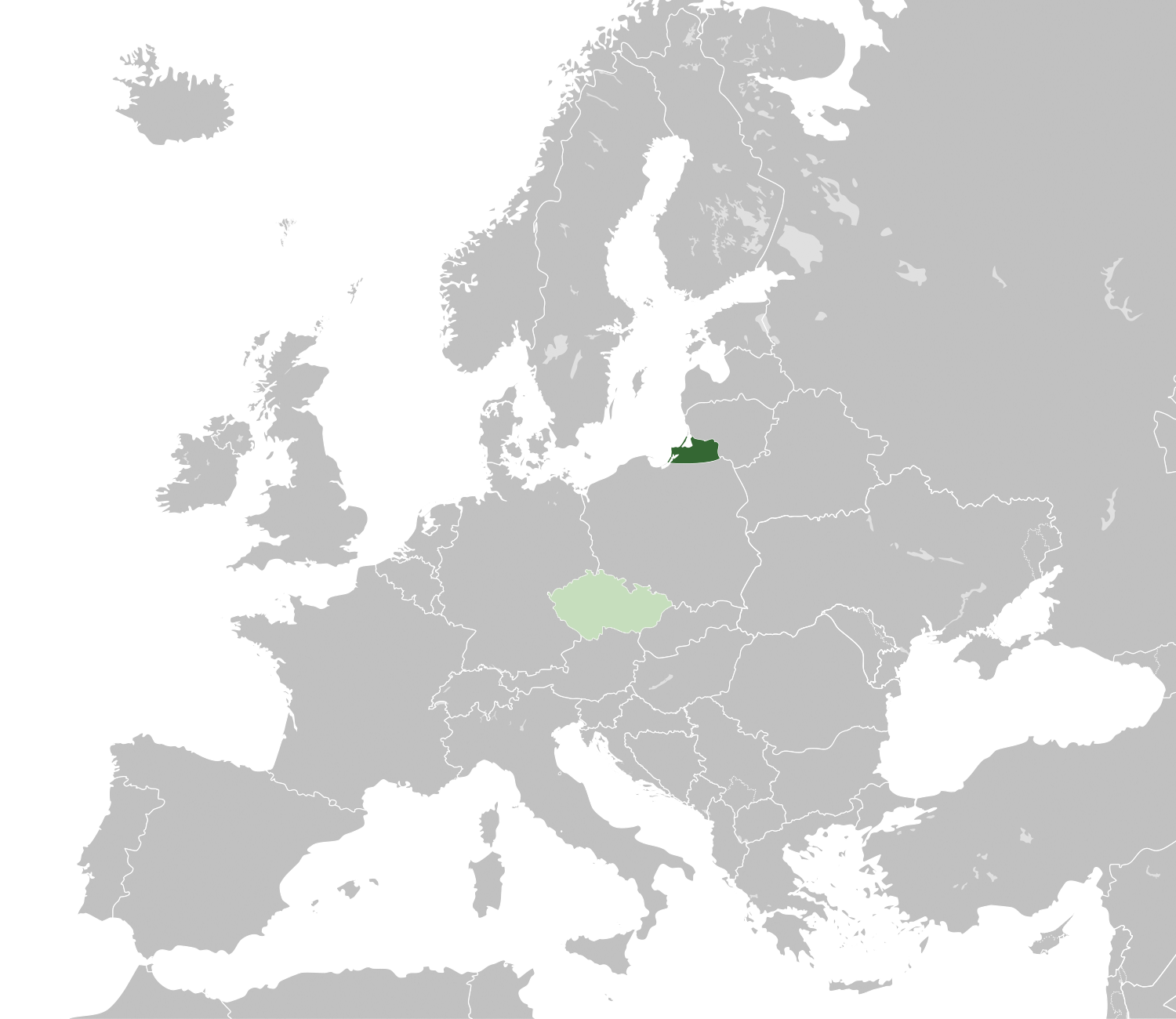
Karte der Tschechischen Republik und der Kaliningrad Oblast in Europa

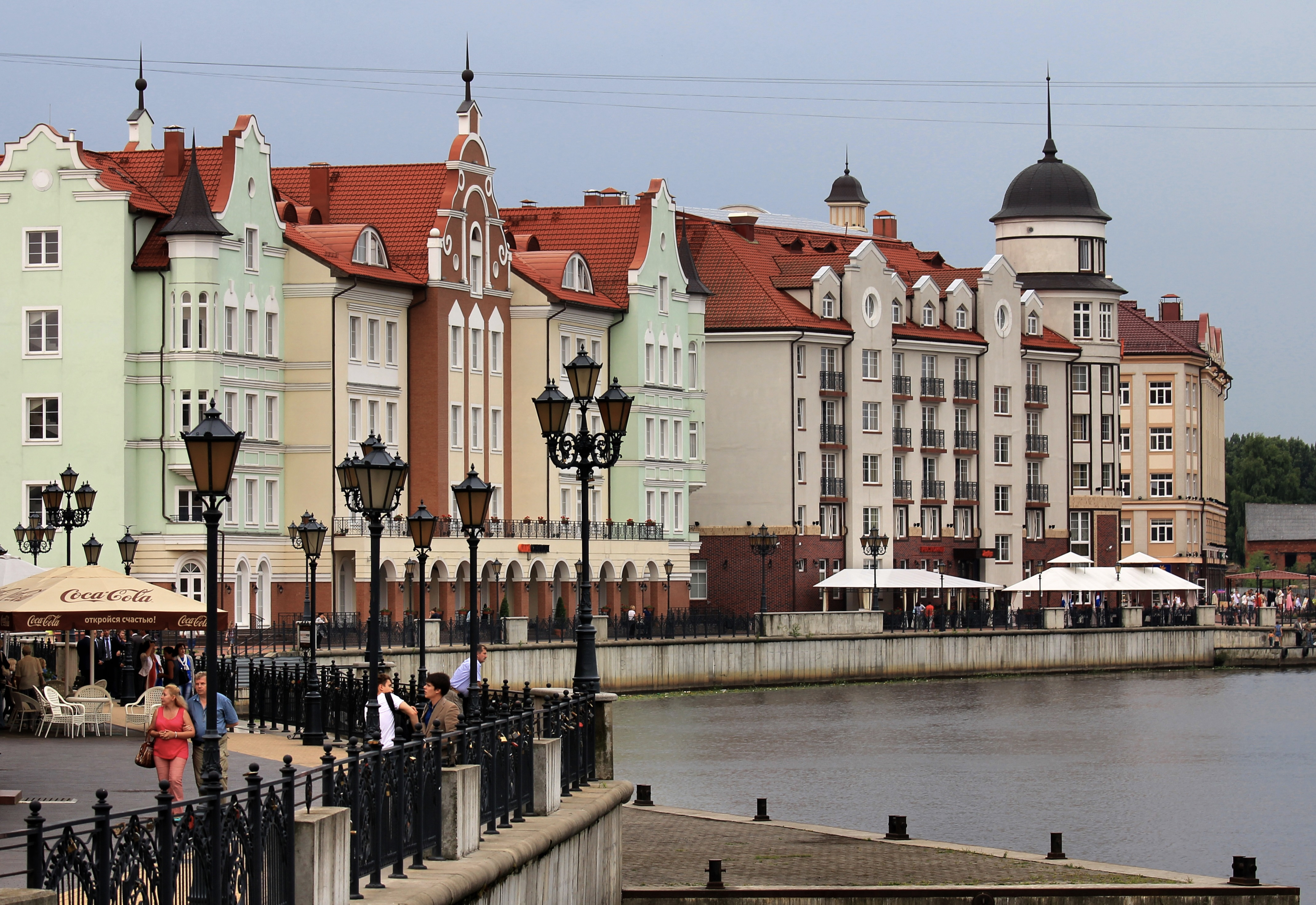
Das Fischdorf, Viertel im historisierenden Stil in Kaliningrad

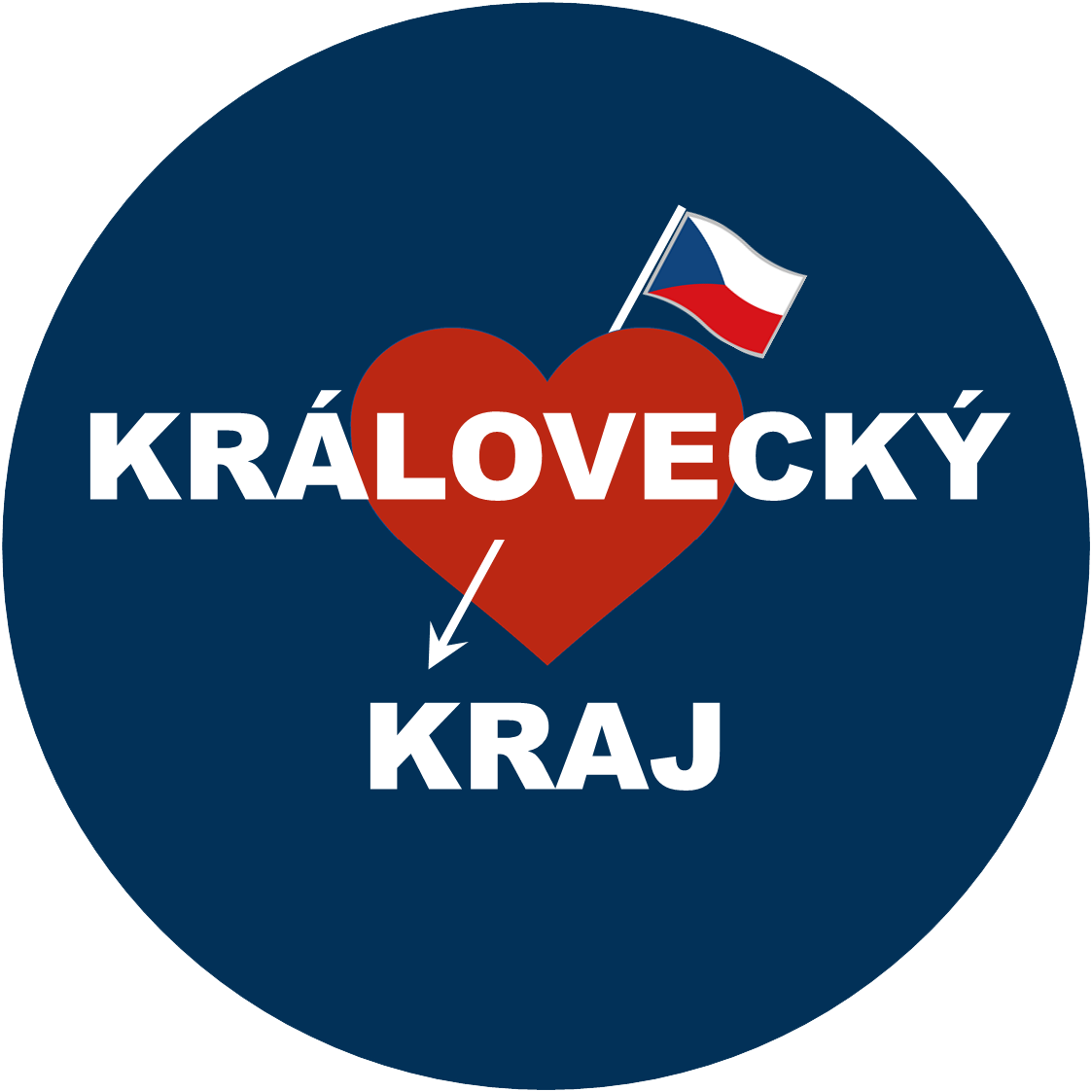
Fiktionales Wappen der Královecký kraj

Královecký kraj, deutsch Královecer Region, ist ein Internetphänomen aus dem Jahre 2022, nach dem Tschechien die Oblast Kaliningrad besetzt haben soll. In den satirischen Darstellungen wird diese neue tschechische Verwaltungseinheit als Královec, Region Královec oder Královecer Region (Kraj) bezeichnet.

## Geschichte
Am 27. September errichtete die tschechische Satirewebsite AZ247.cz eine Petition, nach der Tschechien Soldaten in die Oblast Kaliningrad entsenden soll, um ein Referendum zur Annexion mit einem Zustimmungsergebnis von 98 % abzuhalten und die Region einen formellen Landesteil werden zu lassen, der Tschechien Meeresanschluss geben soll.
Die Aktion steht in Zusammenhang mit der einseitig proklamierten Eingliederung größerer Teile der ukrainischen Oblaste Luhansk, Donezk, Saporischschja und Cherson in die Russische Föderation.
Der parodistische tschechische Anspruch auf das Gebiet basiert auf der historischen Verbindung des böhmischen Königs Přemysl Otakar II., zu dessen Ehren die Stadt Königsberg (das historische tschechische Exonym Královec) genannt wurde. Als Teil der Sowjetunion wurde die Stadt nach dem Zweiten Weltkrieg in Kaliningrad umbenannt. Ein Teil der Satire über die fiktive Annexion des Territoriums ist die Änderung seines Namens in Královec, während die Umbenennung von der Satire als Rückkehr des ursprünglichen Namens der Stadt wahrgenommen wird, obwohl sie eigentlich nie einen tschechischen Namen hatte.

## Reaktionen
Neben einigen tschechischen Politikern mischte sich auch die US-Botschaft in Tschechien in die Satire ein, die auf einen Tweet des tschechischen Verteidigungsministeriums zu einer unverbindlichen Flugzeugnachfrage mit den Worten „Brauchen Sie zufällig auch einen Flugzeugträger?“ antwortete.
Die russische Website EurAsia Daily hingegen nahm die Eingabe ernst: „Der Abgeordnete des Europäischen Parlaments aus der Tschechischen Republik, Tomáš Zdechovský, machte eine revanchistische Bemerkung über die russische Region Kaliningrad. Zdechovský hält sich für politisch wichtig und sagte, dass er trotz der in Neurussland abgehaltenen Referenden eine zweifelhafte Idee eines gewissen polnischen Internetnutzers unterstützt, ein Referendum in der Region Kaliningrad abzuhalten und die russische Region zwischen Tschechien und Polen aufzuteilen.“
Die polnischen und tschechischen Medien berichteten mit Weitblick über das Meme, die ukrainischen Medien würdigten sie als guten Witz.
Auch einige offizielle Accounts schlossen sich den Reaktionen an, beispielsweise die Twitter-Profile der Tschechische Bahn, der Tschechischen Post, der Spediteur Zásilkovny.cz, des Prager ÖPNV oder Alza.cz. Die Stadt Třebíč gab Královec als neue Partnerstadt bekannt.
Der Bericht über dieses satirische Ereignis wurde am 6. Oktober 2022 auch in der europäischen Ausgabe der Internetzeitung des amerikanischen Unternehmens Bloomberg veröffentlicht.